# Stephen Bowen
Stephen Gerard Bowen (født 13. februar 1964) er en NASA-astronaut, han har fløjet to rumfærge-flyvninger som missionsspecialist på rumfærge-missionerne STS-126, STS-132 og STS-133. 
Han er den eneste astronaut i rumfærge-programmet der har fløjet med to på hinanden efterfølgende rumfærgemissioner. Bowens deltagelse i STS-133 var ikke heller ikke planlagt, han kom med fordi Timothy Kopra, astronauten der skulle have været med, kom til skade og måtte afstå fra deltagelse. Bowen har fuldført tre rumvandringer.